# ルキウス・アエミリウス・マメルキヌス
ルキウス・アエミリウス・マメルキヌス（ラテン語: Lucius Aemilius Mamercinus、生没年不詳）は紀元前4世紀の共和政ローマの政治家・軍人。紀元前366年と紀元前363年に執政官（コンスル）を務めた。リキニウス・セクスティウス法により執政武官制度が解消された後の最初の執政官である。

## 出自
パトリキ（貴族）であるアエミリウス氏族の出身。同名の父は執政武官を七回務めている。

## 経歴
紀元前368年、元老院はマルクス・フリウス・カミッルスを独裁官（ディクタトル）に任命し、プレブス（平民）を執政官に就任可能にする法案のイニシアティブをとらせようとした。このさい、マメルキヌスはマギステル・エクィトゥム（騎兵長官だが、この場合は副独裁官）に任じられた。しかし、カミッルスは激しい抵抗に遭い、マメルキヌスも辞任せざるを得なかった。
翌紀元前367年、元老院はプレブスの要求に屈して、プレブスにも執政官就任を認めるリキニウス・セクスティウス法が成立し、長年中断されていた執政官選挙が復活した。最初のプレブス執政官には元護民官で法案の提唱者であるルキウス・セクスティウス・セクスティヌス・ラテラヌスが、パトリキ執政官にはマメルキヌスが選ばれた。翌年、すなわちマメルキヌスとセクスティウスが執政官を務めた年、元老院はプレブス執政官の活動を抑えるため、政治活動自体を最小限に留めた。まるで閉鎖された法廷のように怠惰が支配し、何も行われなかった。
紀元前363年、マメルキヌスは二度目の執政官に就任。同僚執政官はプレブスのグナエウス・ゲヌキウス・アウェンティネンシスであった。この年には疫病が発生しているが、その他に特筆すべきことは何も起こらなかった。疫病を治める釘打ちの儀式を実施するために、ルキウス・マンリウス・カピトリヌス・インペリオススが独裁官に任命された。

## 参考資料
- ティトゥス・リウィウス『ローマ建国史』